# Rivulinae
Rivulinae (лат.) — подсемейство чешуекрылых семейства Erebidae.

## Описание
Простые глазки отсутствуют. На задних крыльях M2 и M3 не сближены в основании, в начале разделены, жилки параллельны. Мелких размеров мотыльки, размах крыльев которых всего до 21 мм. Передние крылья обычно жёлтые или светло-коричневые, с отчётливым тёмным почковидным пятном или без него.

## Классификация
Роды подсемейства:
- Alesua Dyar, 1918
- Bocula Guenée, 1852
- Oxycilla Grote, 1896
- Oglasa Walker, 1859
- Rivula Guenée, 1845
- Zebeeba Kirby, 1892
- Zelicodes Grote, 1896